# Ota Rendla

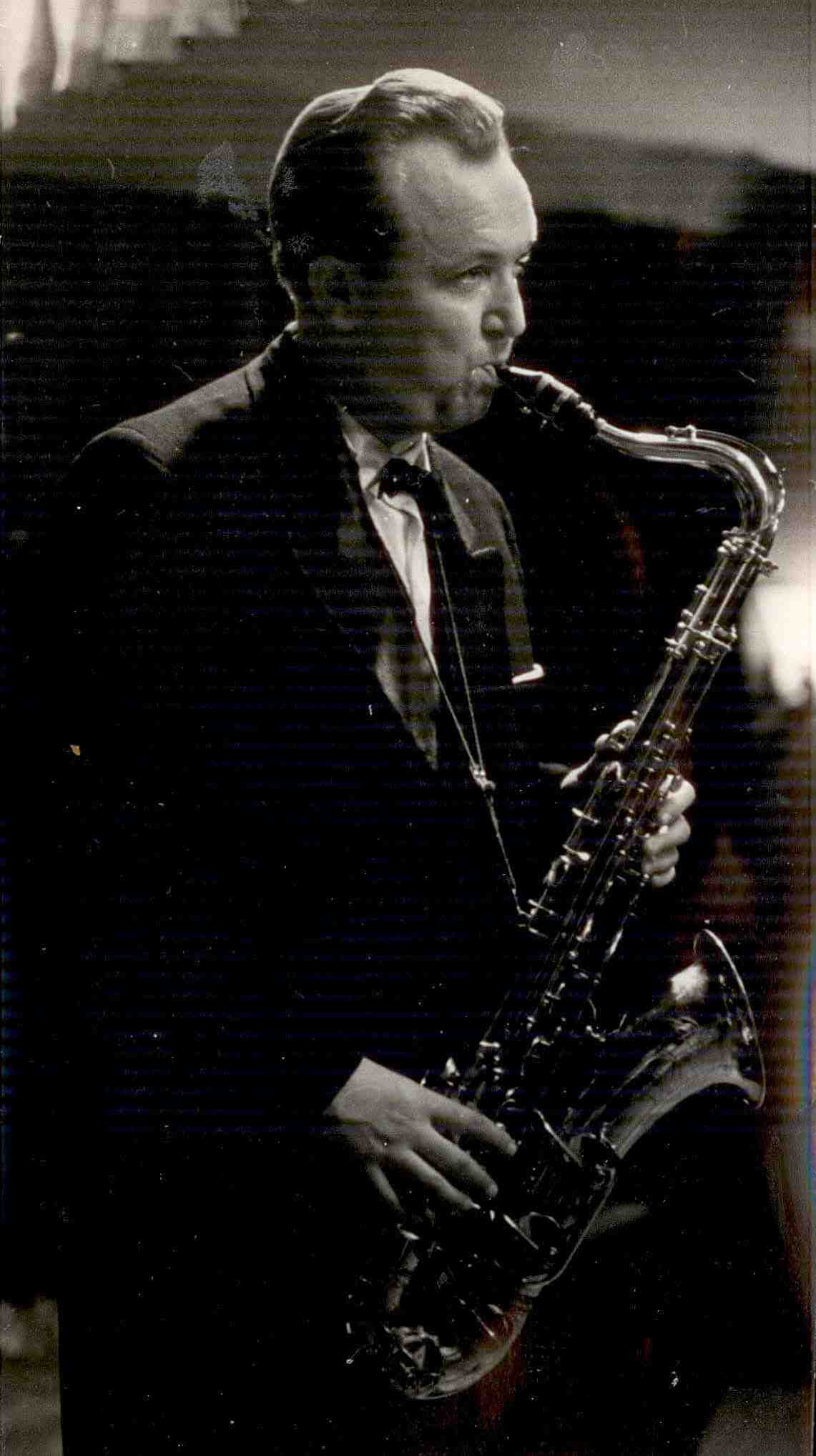
Ota Rendla - tenorsaxofon

Ota (Otakar) Rendla (15. června 1926, Kladno – 12. ledna 2022, Kladno) byl český hudebník, kapelník, skladatel a hudební dramaturg.

## Biografie
Přestože pocházel z nemajetné hornické rodiny, vystudoval obchodní školu a kladenské reálné gymnázium. Již od dětství se věnoval hudbě (zejm. hře na housle, později na klarinet a saxofon). Od mladého věku vystupoval v místních hudebních souborech. V roce 1945 nastoupil dráhu profesionálního hudebníka. V letech 1948–1950 působil jako člen Armádního uměleckého souboru Víta Nejedlého (AUS), dále vystupoval se známými pražskými tanečními orchestry (orchestr Václava Bláhy, Bobka Bryena, J. Devery, Z. Krotila či Jaroslava Maliny), a to až do roku 1957, kdy založil vlastní soubor – Orchestr Oty Rendly, se kterým od roku 1960 působil v legendární pražské kavárně Vltava v Paláci Merkur na Revoluční třídě. Jeho orchestrem prošli v rané fázi své kariéry mj. Karel Svoboda, Karel Gott či Marta Kubišová. 

## Orchestr Oty Rendly

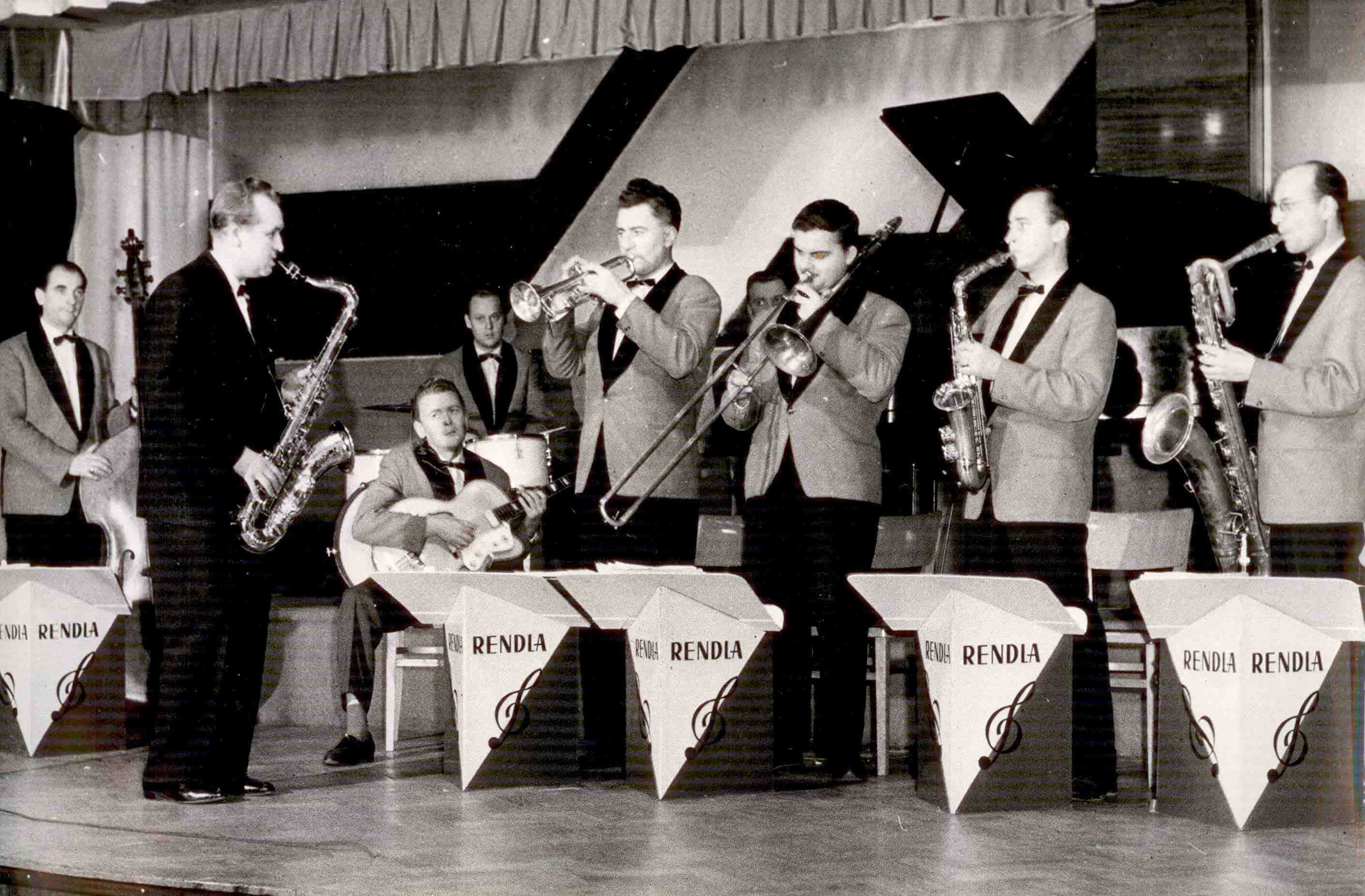
Orchestr Oty Rendly

Oblíbený orchestr uváděl zejm. současnou populární taneční hudbu s prvky swingu a jazzu. Kromě Karla Gotta působili v orchestru Oty Rendly po určitou dobu další tehdy populární zpěváci – Richard Adam, Rudolf Cortéz, Arnošt Kafka či Milan Drobný, z hudebníků pak např. Laco Tropp, Jiří Stivín či Laco Deczi. V roce 1966 se v roli hudebníka v Kavárně Vltava objevil ve filmu Miroslava Hubáčka Flám. Se svým orchestrem střídavě působil i v jiných pražských kavárnách, např. kavárně Mánes, v 60. a 70. letech pak i na zájezdech do Německé demokratické republiky, Německé spolkové republiky, Norska, Bulharska, Švýcarska, Finska a tehdejšího Sovětském svazu. Nikdy nevstoupil do komunistické strany, ani si jinak nezadal s tehdejším režimem.[zdroj⁠?!] V roce 1983 ukončil kariéru profesionálního hudebníka a nadále působil v Pražském kulturním středisku jako dramaturg hudebníků z povolání. 

## Ota Rendla jako skladatel
Na sklonku profesionální kariéry a po jejím ukončení se Ota Rendla věnoval komponování hudby, a to zejm. pro taneční orchestry či soubory produkující dechovou hudbu.